# Ngỗng Emden

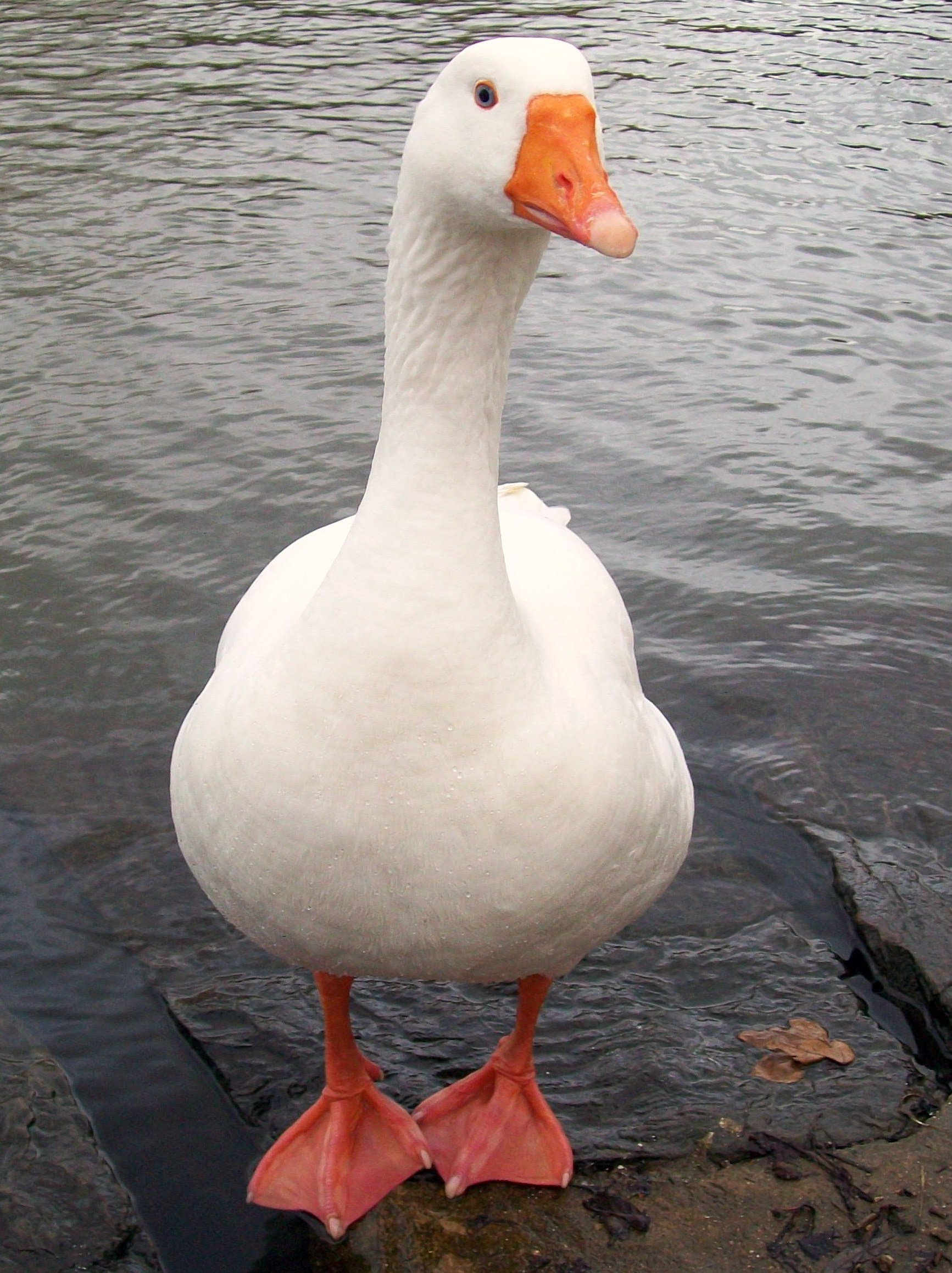
Một con ngỗng Embden

Ngỗng Emden là một giống ngỗng nhà, chúng là một giống ngỗng có kích thước lớn, nguồn gốc của giống ngỗng này đang còn gây tranh cãi vì có nhiều giải thuyết khác nhau về địa danh ra đời của chúng. Trong tiếng Đức, giống này được gọi là Emder Gans hoặc Emdener Gans; sau này thực sự là một giống siêu chỉnh (Hypercorrection).